# Dolcelina
Dolcelina, in francese Douceline (Digne, 1214 circa – Marsiglia, 1º settembre 1274), è stata una religiosa francese, fondatrice delle beghine di Provenza (Dame di Roubaud).

## Biografia
Nacque a Digne da Bérenger, mercante, e da sua moglie Ughetta. Si trasferì presto a Barjols, paese di origine della madre, dove iniziò a dedicarsi alle opere di carità e alla penitenza. Verso il 1230 si trasferì a Hyères perché nel locale convento francescano risiedeva il fratello maggiore Ugo, che influenzò notevolmente la formazione spirituale della giovane.
Persi entrambi i genitori il fratello, che doveva lasciare Hyères per un viaggio a Parigi, la affidò a una comunità di suore di Genova: qui, come riferì poi al fratello, ebbe un'esperienza mistica che la ispirò a lasciare il mondo per servire Cristo, come Maria dopo la passione. Ugo appoggiò la scelta della sorella e le consigliò di non entrare in un ordine religioso. Dolcelina prese un abito nero con mantello e velo, emise il voto di castità nelle mani del fratello e riunì intorno a sé una comunità di pie dame desiderose di imitare il suo esempio.
La prima sede di questa comunità di beghine fu una casa fuori delle mura di Hyères, presso il ruscello Roubaud, da cui le donne presero il nome di Dame di Roubaud. Ugo di Digne redasse un regolamento per la comunità, che non ci è pervenuto. Il convento fu trasferito poi entro le mura cittadine e quindi a Marsiglia, dove Dolcelina entrò in ottimi rapporti con il conte di Provenza, Carlo, fratello del re Luigi IX.
Dopo la morte del fratello Ugo, il ministro generale dei frati minori Giovanni da Parma si recò a Marsiglia e la incoraggiò a perseverare nella sua opera. Scelse come nuovo confessore e consigliere il guardiano del convento francescano di Marsiglia, Joscelin, eletto poi ministro provinciale di Provenza, nelle cui mani emise il voto di obbedienza. Joscelin nel 1272 fu eletto vescovo di Orange, continuando a garantire la protezione alla comunità e contribuendo a diffonderne la fama.
Dolcelina morì a Marsiglia il 1º settembre 1274: nel primo anniversario della morte, i suoi resti furono solennemente traslati nella chiesa francescana di Marsiglia e sepolti presso la tomba del fratello; il 17 ottobre 1287 i corpi furono sistemati nella cappella della Vergine della rinnovata chiesa conventuale, poi demolita nel 1524. Traslate nell'antica cattedrale di La Major, delle reliquie si perse traccia dopo la ricostruzione della basilica, consacrata nel 1897.
Il suo nome fu iscritto nel Martirologio francescano, la sua tomba divenne meta di pellegrinaggio e la sua festa iniziò a essere celebrata annualmente il 1º settembre, ma le autorità ecclesiastiche non approvarono mai ufficialmente il suo culto.
Alla sua popolarità contribuì la sua Vita, scritta in provenzale da una beghina sul finire del Duecento e intitolata Li vida de la benaurada sancta Doucelina, mayre de las donnas de Robaut.